# Torquigener pallimaculatus
Torquigener pallimaculatus är en fiskart som beskrevs av Hardy 1983. Torquigener pallimaculatus ingår i släktet Torquigener och familjen blåsfiskar. Inga underarter finns listade i Catalogue of Life.